# Casa de Prisión y Tortura del Fundo Pomuyeto
La Casa de Prisión y Tortura del Fundo Pomuyeto fue un centro de detención política y tortura clandestino de la Dirección de Inteligencia Nacional, durante la dictadura militar de Augusto Pinochet. Está ubicado en el camino que une a las localidades de San Fabián de Alico y San Carlos, a dieciocho kilómetros de esta última, cercano a la localidad de Cachapoal, en la Región de Ñuble, Chile.

## Historia
La propiedad fue adquirida por Lincoyán Lagos Tortella, agricultor y miembro del Frente Nacionalista Patria y Libertad, quien había sufrido la expropiación de parte de sus terrenos a fines de la Reforma agraria chilena, durante el gobierno de Salvador Allende. Previo al Golpe de Estado en Chile de 1973, se reúne en conjunto a otros agricultores de la zona para formar el Servicio de Inteligencia Civil (SIC), entidad que entregó a disposición de la Dirección de Inteligencia Nacional a tres fundos: el primero fue "Fundo El Carrizal" a veinte kilómetros de Chillán perteneciente a Fernando Gómez Segovia, el segundo fue "Fundo Socorro" de Luis Dinamarca ubicado frente a Colonia Dignidad, y el tercero fue la Parcela 31 del Fundo Pomuyeto en San Carlos.
Lagos Tortella dispuso su propiedad como centro de detención y tortura en 1974 en condiciones en que la casa de esta propiedad, estaba en construcción, hecha de madera con revestimiento de yeso, que tenía tres dormitorios y un baño. Las víctimas que estuvieron presentes en el lugar, fueron torturadas a través del uso de electricidad en el cuerpo, simulaciones de fusilamiento, vejaciones y violencia sexual.
Las investigaciones apuntan a que las víctimas presentes en este lugar fueron Rolando Angulo Matamala, encargado de logística del Movimiento de Izquierda Revolucionaria y Bartolomé Salazar Véliz, profesor de estado de militancia socialista. En el caso de Angulo, su cuerpo fue encontrado en el Fundo Llahuimávida de la localidad de Mutupín en la comuna de San Carlos, mientras que Salazar fue encontrado en el Puente viejo de Confluencia. Por su parte,el cuerpo de Ogan Lagos Marín quien se presumía, por las condiciones que fue encontrado su cuerpo, que pudo haber estado en el Fundo Pomuyeto, sin embargo no pudo ser comprobado a ciencia cierta, fue descubierto en el Camino a Tanilvoro, donde hoy un monolito en su memoria.
La ubicación de este recinto como centro de tortura, se llevó a cabo en 2017 a través de una diligencia realizada por el ministro Carlos Aldana, quien investigaba las muertes de Salazar Véliz, Angulo Matamala y Lagos Marín. El procesamiento judicial involucró a alrededor de catorce personas civiles, de las cuales solamente Fernando Gómez Segovia del Fundo El Carrizal, fue prisionero y derivado al Penal de Punta Peuco.